# Johann Matthäus Oberschall
Johann Matthäus Oberschall (* 1688 in der Lausitz; † 1755 in Dresden) war ein deutscher Bildhauer.

## Leben
1710 arbeitete er bei Caspar Gottlob von Rodewitz in Görlitz. 1715 gelangte er nach Dresden in die Werkstatt Johann Christian Kirchners.  1720, nachdem seine Arbeit am Dresdner Zwinger beendet war, kehrte er nach Görlitz wieder in die Werkstatt von Caspar Gottlob von Rodewitz zurück. Als von Rodewitz 1721 verstarb, führte Oberschall die Werkstatt weiter. 1722 erhielt er das Bürgerrecht in Görlitz und heiratete Rodewitz´ Witwe. Ab 1729 war er wieder in der Werkstatt Kirchners in Dresden tätig. 1732 verstarben Balthasar Permoser, Paul Heermann und auch Johann Christian Kirchner. Oberschall wurde als Nachfolger Kirchners zum Hofbildhauer ernannt und arbeitete bis 1755 in Dresden.